# Timbró d'Esparta
|  | No s'ha de confondre amb Tibró d'Esparta. |

Timbró o Tibró (en llatí Thimbron o Thibron, en grec antic Θίμβρων, Θίβρων) fou un militar espartà al servei de Macedònia.
Era l'oficial de confiança d'Harpal, sàtrapa de Babilònia designat per Alexandre el Gran; el va acompanyar en la seva fugida amb el tresor d'Alexandre i se sospita que va ser ell qui al final el va matar a Creta l'any 324 aC i es va apoderar dels tresors i la flota del seu cap.
Es va posar al servei dels exiliats de Cirene, amb els quals va anar contra aquesta ciutat amb l'objectiu d'ocupar-la; va derrotar l'exèrcit de Cirene i es va apoderar del port, Apol·lònia de Cirenaica juntament amb els tresors que hi va trobar i va obligar a la població a pagar una contribució de 500 talents a més d'obtenir material de guerra. Però el seu oficial Mnasicles va desertar, es va passar a Cirene i sota la seva direcció els cirineus van recuperar Apol·lònia, tot i que Timbró va tenir l'ajut de la ciutat de Barca i de la d'Hespèrides. Timbró es va apoderar de la ciutat de Tauquira, però successives derrotes li van fer perdre la major part de les seves forces, morts en combats o capturats, mentre la seva flota va ser destruïda per una turmenta.
No es va descoratjar i va reclutar reforços al Peloponès, amb els quals va derrotar els cirineus, que tenien el suport dels libis i dels cartaginesos, i va assetjar la ciutat de Cirene. Quan la gana va arribar, van esclatar dissensions dins la ciutat i van expulsar de la ciutat al partit oligàrquic. La ciutat va demanar ajut a Ptolemeu I Sòter i una part dels exiliats es van refugiar vora Timbró, però altres van anar a Egipte. Ptolemeu es va voler implicar en la lluita, i va enviar una força important dirigida per Ofel·les, que portava amb ell alguns dels oligarques de Cirene. Alguns dels demòcrates de la ciutat van veure el perill que representava Ofel·les, i van decidir pactar amb Timbró, però van detectar la seva fugida i la majoria van caure executats.
La ciutat de Cirene llavors es va aliar amb Timbró contra els egipcis, però Ofel·les els va derrotar. Timbró va fugir i va caure en mans dels libis que el van entregar a Epícides d'Olint, governador de Tauquira, a qui Ofel·les acabava de nomenar. Epícides el va enviar a Apol·lònia on Timbró havia fet les pitjors malifetes, i on va morir crucificat l'any 322 aC.